# 宇宙人
宇宙人（うちゅうじん）とは、地球の外に住み、人間に似た姿をした、一定の知恵を持つ生命体のこと。この項目では、宇宙人の一般的な意味、つまりサイエンス・フィクションやオカルト雑誌で登場している宇宙人を説明する。科学的証拠を基づいた研究は「地球外知的生命体探査」という項目を参照。
なお、英語では「エイリアン（英: alien）」と称されるほか、中国語では「外星人（中: wàixīngrén）」という漢字で表記される。日本語では一時期に「EBE（）」や「異星人（いせいじん）」などに呼ばれたこともある。
また、物事に対して突出した才能を持つ者に対しての比喩表現として「宇宙人」と呼称されることもある。

## 歴史

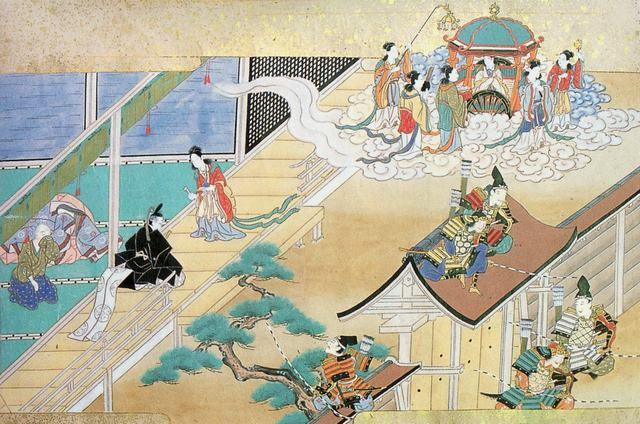
月へ帰っていくかぐや姫（『竹取物語』1650年ごろの絵）

### 中世以前
人間の住む世界以外に生命が生息する世界が数多く存在するという考え方（多宇宙論）は古代からあり、地動説よりも古く、世界各地の神話に共通している。2世紀の風刺作家ルキアノスが書いた『本当の話』には、船に乗っていたルキアノスが竜巻に巻き上げられて月まで行った話が描かれている。月には人が住んでおり、太陽の住民と明けの明星の植民地化をめぐって戦争をしていたとしている。
東晋の干宝が著した『捜神記』には火星が登場し、『捜神記』の現代日本語訳では「火星人」と訳した本もあるが、原漢文の少年のセリフ「我非人也，乃熒惑星也。」を直訳すると「私は人間ではない。実は火星である」となるためいわゆる「火星人」ではなく、「火星」という惑星そのものの化身、というほうが原文に近い。
また、日本では10世紀半ばまでに成立したと考えられている『竹取物語』は主人公のかぐや姫が月の住民であるという話であり、中世アラビアの『千夜一夜物語』の「ブルキヤの冒険」も異世界譚の一種である。

### 近世
より科学的な地球外生命体の存在仮説は、太陽中心の太陽系への理解が深まり、さらに恒星間空間への理解が深まることで発展したもので、近世のことである。そして、それを題材とした文学作品が17世紀および18世紀に登場した。
ヘンリー・モアは古代ギリシアのデモクリトスの地球以外にも生命の生息する世界があるという考え方をテーマとして "Democritus Platonissans, or an Essay Upon the Infinity of Worlds" （1647年）を著した。その中で、「我々の世界での太陽は、余所にとっての星になる」という相対的価値観を提示し、モアは太陽系外の惑星にまで思索をめぐらせた。
17世紀には、ヨーロッパの教養ある人々にとっては地球外生命の可能性が常識となっていたが、『失楽園』（1667年）の中でジョン・ミルトンは、月面上の生命の可能性を天使がアダムに告げる場面で、注意深く仮定法を使っている。
ベルナール・フォントネルの『世界の多数性についての対話』でも同様に地球外生命について描いており、創造主の天地創造を否定するのではなく拡張した形となっている。この本は1686年に英語に翻訳された。David Mallet は "The Excursion" （1728年）の中で「1万の世界が燃え立ち広がる。それぞれに人の住む世界をひきつれ」と声高に描いている。ヴォルテールの『ミクロメガス』（1752年）には、土星とシリウスから来た2人の巨大宇宙人が登場している。
江戸時代の商人・学者の山片蟠桃は、著書『夢の代』（1802-20年成稿）の最初に「天文第一」を掲げ、西洋天文学の知見を詳述している。その中で、「宇宙には点々と恒星が分布し、恒星の周りにはさまざまなタイプの惑星が付属し、その惑星には人間が生きている星もたくさんある」という宇宙像を提示した。

### SFにおける宇宙人
H・G・ウェルズは『宇宙戦争』（1898年）で火星人が地球侵略にやってくる物語を描いた。ここから、単純に地球外生命との最初の出会いを描くファーストコンタクトものや、宇宙人による侵略を描くものが派生していった。
まず、様々な火星人が登場する作品が次々と書かれた。エドガー・ライス・バローズの火星シリーズ（1912年 - 1941年）をはじめとして、スタンリイ・G・ワインボウムの『火星のオデッセイ』（1934年）、レイモンド・Z・ガランの「火星人774号」（1934年）などがある。さらにE・E・スミスの『レンズマン』シリーズ（1937年 - 1960年）などのスペースオペラでは太陽系外の異星人も登場するようになった。A・E・ヴァン・ヴォークトの『宇宙船ビーグル号の冒険』（1950年）では、凶悪な宇宙生命体をいくつも登場させている。
第二次世界大戦後、宇宙人の描き方が多様化していく。レイ・ブラッドベリの『火星年代記』（1950年）は、火星人と地球人の出会いからの話を叙情的に描いた。ロバート・A・ハインラインの『人形つかい』（1951年）では、寄生型宇宙人による侵略が描かれている。アーサー・C・クラークの『幼年期の終り』（1953年）では、姿をなかなか見せない宇宙人によって地球が無抵抗で征服される。ハル・クレメントは、『20億の針』（1950年）では他の生物の体内にもぐりこんで活動する流動体型の宇宙人、『重力の使命』（1954年）では高重力に適応したムカデ型宇宙人を登場させた。ジャック・フィニイの『盗まれた街』（1955年）では、人間に化けて徐々に侵略していく宇宙人が登場した。フレッド・ホイルの『暗黒星雲』（1957年）は、太陽系に突如出現した暗黒星雲が知的生命体だったという話である。ジェイムズ・ブリッシュの『悪魔の星』（1958年）では、リチアという惑星の奇妙な姿の知的生物が登場する。ハインラインの『宇宙の戦士』（1959年）では、意思疎通不可能な昆虫型宇宙人などと戦争を繰り広げる。スタニスワフ・レムは、ファーストコンタクトをテーマとした3作品『エデン』（1959年）、『ソラリスの陽のもとに』（1961年）、『砂漠の惑星』（1964年）で、地球外生命体との意思疎通の困難さを描いた。
その後、未来史やスペースオペラなどの形で、様々な異星人が描かれていった。ストルガツキー兄弟の未来史 Noon Universe （1961年 - 1987年）、ラリー・ニーヴンの『ノウンスペース』シリーズ（1964年 - ）、アーシュラ・K・ル＝グウィンの Hainish Cycle （1964年 - 2000年）、フランク・ハーバートの『デューン』シリーズ（1965年 - 1985年）と『ジャンプドア』シリーズ（1970年 - 1977年）、C・J・チェリイやアン・マキャフリイの諸作品、ブライアン・ステイブルフォードの『宇宙飛行士グレンジャーの冒険』シリーズ（1972年 - 1975年）などがある。
フレッド・セイバーヘーゲンの『バーサーカー』シリーズ（1967年 - 2005年）は、有機生命体を絶滅させることを使命としている機械生命体との戦いを描いたもので、同様のテーマはグレゴリー・ベンフォードの『銀河の中心』シリーズ（1976年 - 1995年）などにも見られる。
ジョン・ヴァーリイの『八世界』シリーズ（1977年 - 1998年）では、謎の地球外生命体によって人類がほぼ絶滅させられた後の世界を描いた。フレデリック・ポールの『ヒーチー年代記』（1977年 - 1990年）では、高度な科学技術を発展させたヒーチー人や謎のエネルギー生物などが登場する。ダグラス・アダムズの『銀河ヒッチハイク・ガイド』から始まるシリーズ（1979年 - 1992年）には様々な宇宙人が登場し、コミカルに描かれている。デイヴィッド・ブリンの知性化シリーズ（1980年 - ）は、銀河系の知的生命体は別の知的生命体によって「知性化」されてきた歴史があり、地球人類だけが独自に進化を遂げたという設定である。ジェリー・パーネルとラリー・ニーヴンの『降伏の儀式』（1985年）は異星人による地球侵略を真っ向から扱った作品。スティーヴン・バクスターの『ジーリー』シリーズ（1991年 - 2002年）では、地球は何度か異星人に征服されており、生きている巨大宇宙船なども登場する。

## フェルミのパラドックス
「はたしてこの宇宙に知的生命は存在するか」という疑問をめぐっては、物理学者エンリコ・フェルミによる「フェルミのパラドックス」がよく知られている。つまり、ドレイクの方程式のパラメータをある程度科学的に合理的なもので仮定すると、地球人と接触可能な地球外知的生命体がいると期待できるのに、実際には地球人はそのような地球外知的生命体と接触していないという矛盾があるということである。仮に宇宙人がいるとしたら、宇宙の137億年の歴史の中で人類より数万年あるいは数億年進んだ科学技術を持っている種族もいて、それらは地球を見つけて来訪するだけの時間と機会が充分にあったはずである。しかし、地球上に外宇宙から来た知的生命体の確実な証拠は一切見つかっていない。
この矛盾に対しては、様々な解釈や意見が挙げられている。そのひとつはドレイクの方程式のパラメーターの推定値である。信頼性の高い推定は大変困難であり、大量絶滅などの最近の地球生物の進化史の研究によると、これまで用いられてきた推定値は現実と比べると高すぎた可能性がある。地球生物の高度な進化、とりわけ人類の出現は、地球史上の稀有の幸運の積み重なりであって、生物は発生しても知的生物までに進化することはほぼ不可能といえるほど困難である。その意味で、われわれ人類を含め、地球上の生物進化は極めてまれな例と考えられる。宇宙における生命体は比較的多くあるがそれらは原始的なバクテリアのレベルであり、人類と接触できる高い文明を持つにいたった種族は文明的な接触が可能な距離にはいないという考えである。

## 分類
SFや超常現象を取り扱う雑誌などではいくつかのパターンが観察できる。
ヒューマノイド（人間型）
地球の人類と類似した形質を持つもの。一言に人間型といっても、地球人とほとんど同じ姿・体格のものから、宇宙人のステレオタイプであるグレイなどのような体格などが大きく異なるもの、ファンタジー作品の亜人や獣人のようなものなど、さまざまなバリエーションがある。映画『スター・ウォーズシリーズ』などによく現れるパターンで、スタジオでの撮影が容易である。収斂進化の考えや、フィクション作品の作中で地球人と同様の扱い方ができるというのもあり、フィクションでもこの種族が多い。
アニマリアン（動物型）
地球の高等動物に近い姿をしているが、人間の姿をしていないというもの。広義では「火星人など、タコのような宇宙人」もこれに含まれる。尾や角、分厚い毛皮など人間以外の動物の特徴を持つ人型という獣人型の場合はヒューマノイドに含む場合が多い。現実的な生物学的な区別の方法と認識としては、地球の哺乳類と共通性を持っていることが挙げられる。昆虫型に近いタイプの宇宙人は基本はアニマリアンタイプの宇宙人と混同される場合が多いが、近年はパンスペルミア説の観点から昆虫自体が地球外の他の惑星に起源を持つと主張するSF作家や陰謀論者が現れ、論争を巻き起こしている。
マゾーン（植物型）
SF映画『遊星よりの物体X』では植物系統の地球外生命体が地球を侵略するというストーリーで仕上がっており、また現実世界においては、過去に植物学者の稲垣栄洋がイネ科のトウモロコシは地球外由来だとする冗談を交えてトウモロコシの性質を解説し、話題になった。アメリカのSF小説作家でエドガー・ライス・バローズ原作の『火星シリーズ』では、3本脚の植物人間が登場している。
ロボット・エキゾチック（非有機物・金属など）
『スタートレック』のボーグなど身体の大部分を機械装置に置き換えて機械が主体構成物になった生命体（サイボーグの一種）のほか、高度に発達して自我や自己増殖手段を得た機械・コンピュータを宇宙人と捉える場合もある。また、『トランスフォーマー』に登場する同名称のロボットなどのような、「一見人工物のようだが、金属や無機物を主な構成物質とした生命体」という概念もあり、ケイ素体（シリコン）で構成された架空の宇宙人の中にはエキゾチック（異型）と呼ばれる地球での高等生物の姿をしていない宇宙人も多くのSF作家などによって想像されている。地球における「生命」の概念や定義に当てはまらず、有機物とは違い明確な物質で構成された身体を持つものが、SF映画などには登場しており、前者は『スタートレック』の流動体生物・創設者などが、後者はケイ素生物など無機物で構成された生物の中で知性はあるが外見は固形物（鉱物）そのもの、といったものがこれに該当する。日本のフィクションでの呼称は、「機械生命体」や「金属生命体」、「無機生命体」などといったものがある。
微生物・細菌類（ウイルス含む）
世界各国の宇宙関連の研究機関は地球外に微生物は存在するかについての研究および探査に着手しており、各国政府も各研究機関のプロジェクトに予算を組むなど、現実世界でも注目されるテーマである。ハル・クレメントの『20億の針』にはゼリー状の生物の捜査官と犯罪者が登場し、微生物型で寄生型宇宙人、そして宇宙人とのバディ物の嚆矢となった。マイケル・クライトンの『アンドロメダ病原体』では、宇宙空間に存在する細菌類が地球に持ち込まれ、在来生物や生態系に深刻な影響をおよぼす様子が描かれる（後にユニバーサル・ピクチャーズからSF映画『アンドロメダ…』としても公開されている）。ロバート・L・フォワードの『竜の卵』では、中性子星に棲む全長3mmほどの知的生物チーラが描かれる。また、グレッグ・ベアの『ブラッド・ミュージック』では、地球外生物ではないが人間と同等以上の知性を持ち、遺伝子工学によって生み出された微生物が登場する。
アパリッショナル（幽霊）
意識や精神など霊的な存在のみ、または電気などのエネルギー信号のみで構成された、実体の存在しない生命。『スタートレック』の高次元生命体や『スターゲイト SG-1』の古代種族・エンシェントなどのように、高度な文明種族が生物種としてではなく精神における「進化」を遂げて肉体を捨て、霊的な存在へ変化した場合というのもある。

## 宇宙人の形態
我々地球上生命の形態は、地球の環境（1Gの重力、1気圧の大気、水が液体で存在する気温など）に適応して進化を遂げた結果である。この事から、地球とまったく異なる異星の環境で進化を遂げた異星人は、我々の想像を絶する異質な形態をしているとも考えられる。それどころか、我々の知る「生命」に当てはまらない存在である可能性すらあり、この観点から見るなら、今までに火星などで行われた生命探査も不十分かつ現在の技術・知識と常識内のものであるとも言える。他の生命体が水や酸素を必要とすることを前提にした探査すらある。
映画『2001年宇宙の旅』において、原作者のアーサー・C・クラークと監督のスタンリー・キューブリックは当初、モノリスの主人である宇宙人を映画に登場させることを考えており、上記の理由から地球のいかなる生物ともかけ離れた形態にしようと試みた。映画『コクーン』では、分子や原子構造を持たないエネルギー体としての宇宙人を登場させており、まるで電波のように物質を通り抜ける宇宙人像であった。地球上の生命の化学成分を分析すると、炭素を中心にしたものであった。これら地球の生命体（炭素系生命体）に対し、ケイ素生物が想像された。ケイ素すなわちシリコンを生命体としての基盤にもつものである（ただし、炭素系化合物に比べて作りうる化学変化率が極めて低いことから、実際にケイ素生物が発生する確率は低い）。また、フォワードの『竜の卵』では、中性子星に住む宇宙人が描かれた。これは、地球環境からは極端に遠く摂氏8000度を超える環境で生きる生命体であり、生命体としての構造も中性子によるものとされ、極限に違う環境で存在する宇宙人像を想像したものである。
一方、知的生命体を含む高等生物は地球と似た環境で発生する可能性が高いとする観点や、似た能力を持つ生物は同じような姿になるとする収斂進化の観点から、ヒトとよく似た姿の宇宙人も想像されている。これらは地球とよく似た環境で派生した宇宙人同士では、同じ温度・空気成分・気圧などで生活できる設定である。この理論を元に活発に議論が行われているのが、パンスペルミア説である。地球の物質的な環境が共通する惑星があるとすれば、それが現在の地球上の生物の起源の発見にもつながり、加えて地球外生命体の発見と証明にも挑戦するという研究である。2017年のNASAによる、「エンケラドスの噴水に水素が含まれていた」という重大な発表がなされ、一部の学者と研究機関で行われている「地球外生命体の存在の可能性」に関する研究の本題は改めて生物の存在意義や宇宙探査の方向性を問うような時代に入ったといえる。
一部の陰謀論者は、タイタンの生命やトラピスト1惑星系、ケンタウルス座プロキシマｂのような地球に酷似していると言われる惑星の研究論文の内容を持ち出し、UFOで地球に来ているとされる地球外の高度な知的生命体の出身星として、これらの惑星を取り上げることがある。そして、第2の地球として喧伝されてしまう場合が多いこれらの惑星が、その中心星は太陽の10分の1ほどの大きさの赤色矮星であり、軌道は潮汐力によって固定され（潮汐ロック）、つねに中心星を向いている側には水があるとも主張される。また、それらを理由として近距離軌道でのハビタブルゾーンの存在を主張する者が見られるが、コロナ質量放出や一定の放射線に晒される過酷な環境であり、生命の存在の可能性を証明するにはさらなる研究と調査が必要であるとの意見が大多数である。
このようにSF上での「宇宙人」という表現から、公的機関などが使用する「地球外生命体」という表現までが幅広くあり、未知の存在に対して認識が個人から組織レベルまで一致していないことから、現在では様々な地球外の高度知的生命体とされる姿を、宇宙人の存在を主張する者やSF作家などが想像しては提唱している。

## SF小説や陰謀論などで宇宙人として登場する代表的な高度知的生命体の一覧

### グレイ
（要解説、登場作品など）

### レプティリアン
爬虫類のような姿をしたヒト型の宇宙人で、地球人に変身する能力があり、王族や政府要人に化けて暮らしている。レプティリアンが、地球から遠い星の神に近い概念（知的生命体バシャールなど）と交信することをチャネリングという。1983年のアメリカのテレビドラマ『V』に出てくる敵宇宙人“ビジター”は、ヒト型爬虫類でありレプティリアンである。

### ノルディック
グレイとは大きく異なり、外見は人間と見間違えてしまうほど、人間に似通っている。スカンジナビア半島の白人に似たような姿をしているといわれている（要文献）。

### ブラックアイ・キッズ
世界各国の大都市に突如、出現する人間の姿をした謎の生命体である。一部の古代宇宙飛行士説論者は、地球人類に危害を加える目的を持った地球外生命体であると指摘している。また、グレイタイプの宇宙人が人間の皮を被って活動しているという説もあるが、この謎の生命体が存在する根拠と実態は不明な点が多い。

### その他の宇宙人
上記以外にも、宇宙人の目撃例や接触したと証言は数多くある。また、バシャールのようなチャネリングによる精神的宇宙生命体との接触（と主張される）例もある。さらには、UMAの一部も宇宙人ではないかという説（チュパカブラなど）もある。しかし、いずれも確固とした裏づけはなされておらず、異星人が地球にやってきていると証明されるには至っていない。
近代以前には妖怪や幽霊の存在が真剣に信じられていたが、科学の発展と科学的知識の普及によってそれらはほとんど信じられなくなった。一方、「科学的知識をベースにした妖怪」として宇宙人の目撃などの現象が生じている、という見解もある。
映画『コクーン』に登場するエイリアン（アンタレア星人）は、「人間的であり、また人間とは明確に違うもの」とのコンセプトにより、スパンデックスの全身スーツを着て、特殊メイクを施された女優が演じている。エイリアンの姿は常に発光していて、その実体は明確には見えず、重力の影響を受けることもない。人間の姿で活動するときは、精巧に作られた人間型の外皮スーツを着用しているという設定である。

## 対処
登大遊が行政文書開示請求手続きに基づいて「宇宙人から連絡や攻撃があった際の危機管理マニュアル」の存在を内閣官房と防衛省に問い合わせたところ、「類似するマニュアルは存在しない」という文章による正式な回答があった（2012年2月）